# Railroad Tycoon (Brettspiel)
Railroad Tycoon: Das Brettspiel (englischer Originaltitel: Railroad Tycoon: The Boardgame; seit 2009 in einer Neuauflage in Railways of the World umbenannt) ist ein Brett- und Strategiespiel der amerikanischen Spieleautoren Martin Wallace und Glenn Drover. Das Spiel ist aus dem Jahr 2005 und für zwei bis sechs Spieler ab zehn Jahren. Es ist in Englisch, Deutsch und weiteren Sprachen bei den Spieleverlagen Eagle-Gryphon Games, Winsome Games sowie bei Edge Entertainment erschienen. Das Brettspiel baut auf dem Computerspiel Railroad Tycoon von Sid Meier auf und ist gleichzeitig eine spielerisch vereinfachte Version des Brettspiels Age of Steam aus dem Jahre 2002 (ebenfalls von Martin Wallace).

## Spiel und Ausstattung
Railroad Tycoon spielt im Osten der USA im Jahr 1830. Im Spiel übernehmen die Spieler die Rolle von einem von sechs unterschiedlichen Eisenbahnbaronen und es geht darum, möglichst lukrativ Städte durch Schienenlegung zu verbinden und anschließend darauf Güter zu transportieren.
Das Spiel beinhaltet die von der Computerversion bekannten typischen Railroad-Tycoon-Elemente wie die Ereignisse und das Eisenbahnmanagement. Die Spieler kaufen Schienen, erforschen neue Lokomotiven mit größerer Reichweite, errichten neue Städte, geben Aktienscheine aus und zahlen Dividenden. Wichtig ist die Bietauktion über die Startplätze, denn diese garantieren den Zugriff auf die wichtigen Betriebskarten. Das Spiel spielt sich in drei Phasen, welche zu einer Runde gehören. Das Spiel wird beendet, sobald ein Spieler eine bestimmte Menge Marker auf den Spielplan gebracht hat. Der Spieler mit dem meisten Geld gewinnt.
Das Spielmaterial besteht neben der Spielanleitung aus:
- 3-teiliger Spielplan 114 cm × 94 cm Board, der Ost USA
- 1 HolzEisenbahn für den Startspieler
- 125 Holzwürfel (je 25 Stück rot, gelb, blau, schwarz, lila)
- 24 Kunststoff braune Miniaturen (je 6 Wassertürme, Sandtürme, Bahnübergangsschilder, Hotels)
- 150 Kunststofflokomotiven (je 25 rot, gelb, grün, blau, schwarz, lila)
- 2 Westliche Verbindung Plättchen
- 12 Stadtgründer Plättchen (je 3 gelb, blau, schwarz, lila)
- 217 Gleisplättchen
- 10 Tycoonkarten
- 24 Lokomotivenkarten (6 je Stufe 1/2, Stufe 3/4, Stufe 5/6, Stufe 7/8)
- 37 Eisenbahnbetriebskarten
- 54 Aktienkarten (30× 1 Aktie, 18× 5 Aktie, 6× 10 Aktie)
- 140 Dollarscheine (60× 1000, 30× 5000, 50× 10000)
- 1 Regelbuch
- 1 Stoffbeutel

## Spielweise

### Vorbereitungen
Zu Beginn des Spiels bekommt jeder Spieler eine Fraktion zugelost, zusätzlich wird zu der Fraktion ein weiterer Aktionsplan ausgelost. Die Fraktions- und Aktionspläne unterscheiden sich voneinander, sodass sich immer neue und unterschiedliche Varianten an Fraktionen ergeben.
Vor dem Spiel wird das Spielfeld aufgebaut. In jede Stadt werden so viele Güterwürfel zufällig aus den Stoffbeuteln gezogen und auf die Stadt gelegt, wie die Zahl auf dem Spielplan anzeigt. Alle Karten, Aktien und Geldscheine werden sortiert. Die Operationkarten mit einem „S“ sind die Startkarten und werden offen ausgelegt. Zusätzlich wird die doppelte Anzahl Karten ausgelegt, wie Spieler mitspielen. Jeder Spieler erhält zufällig eine der Tycoon-Karten mit dem jeweiligen Spielerziel, dessen Erfüllung zusätzliche Siegpunkte bringt. Die Spieler erhalten alle Lokomotiven einer Farbe, zusätzlich bekommt jeder eine 1er Lokomotivkarte. Eine der Lokomotiven jedes Spielers wird auf den Beginn der Siegpunktleiste gestellt. Startspieler in der ersten Runde wird der jüngste Spieler.

### Spielverlauf
Gespielt wird in mehreren Runden und jede Runde hat mehreren Phasen. Die Spielerreihenfolge wird anhand einer Auktion ermittelt. Die Spieler können Aktien ausgeben, um Geld zu erhalten. Pro Aktie erhält jeder Spieler 5.000 Dollar von der Bank. Aktien zählen am Ende als Minuspunkte, zudem müssen die Spieler für jede Aktie 1.000 Dollar an Dividenden pro Runde ausschütten, dies wird vom Einkommen abgezogen.
Die folgenden Aktionen stehen im Spiel zur Auswahl:
1. Startspielerauktion: Der letzte Startspieler beginnt die Auktion mit einem Mindestgebot von 1.000 Dollar. Die nachfolgenden Spieler müssen entweder in Mindestschritten von 1.000 Dollar erhöhen, oder passen. Je nach Regelversion, wird nur der Startspieler ermitteln und im Uhrzeigersinn gespielt, oder jeder Platzierung in der Spielreihenfolge ermitteln.
2. Spieleraktionen: Der Spieler wählt für eine Aktion sechs Aktionsmöglichkeiten aus: Gleisbau, Städtebau, Gütertransport, Betriebskarte nehmen, Lokomotiven verbessern, Bau der Westverbindung
3. Einkommen und Dividenden: Jeder Spieler bekommt soviel Geld ausgezahlt, wie auf der Siegpunktleiste als Einkommensleiste steht. Je Aktie wird vom Einkommen 1.000 Dollar Dividende abgezogen. Strecken, die noch nicht fertig gebaut sind, werden wieder entfernt.

### Spielende
Bei Erreichen einer bestimmten Anzahl Städte ohne Güterwürfel, endet das Spiel. Gewonnen hat der Spieler mit dem meisten Geld.

## Ausgaben und Bewertung
Railroad Tycoon erschien 2005 bei dem amerikanischen Verleger Eagle-Gryphon Games als Railroad Tycoon: The Boardgame und ist die Brettspielumsetzung des Computerspielklassikers Railroad Tycoon von Sid Meier. Im gleichen Jahr erschien es international in mehreren Übersetzungen, darunter auch in Deutsch gemeinsam mit Winsome Games. Entwickelt wurde das Spiel von den Spieleautoren Martin Wallace und Glenn Drover. Martin Wallace nutzte hiefür das von ihm 2002 entwickelte Spiel Age of Steam als Grundlage. Das Spielmaterial ist sehr umfangreich und vor allem die Spielplangröße ist mit 115 × 95 cm sehr groß. 2009 wurde das Spiel in Railways of the World umbenannt und erschien als Neuauflage.
2006 wurde Railroad Tycoon für den Juego del Año nominiert und kam in die Finalauswahl, zudem wurde es für den International Gamers Awards als bestes Multi-Player-Spiel sowie für den Golden Geek Best als „Gamer’s Board Game“ und „Best Family Board Game“ nominiert. Das Spiel war lange Zeit unter den beliebtesten Spiele der Spieledatenbank BoardGameGeek vertreten und erhielt dort knapp 10.000 Bewertungen.
Aufbauend auf Railroad Tycoon erschien 2010 das Spiel Railways of the World: The Card Game sowie 2013 Railway Express.

## Erweiterungen
Zu dem Spiel wurden mehrere Erweiterungen mit neuen Spielplänen und zusätzlichen Regeln herausgegeben.
- Railways of England and Wales  (2009)
- Railways of Europe (2008, erst als Rails of Europe erschienen)
- Railways of Great Britain (2013, Überarbeitung von Railways of England and Wales)
- Railways of North America (2013)
- Railways of Western US (2010)
- Railways of Mexico (2010, auch im Railways of the World enthalten)
- Railways through Time (2010)
- The Railways of the World Event Deck (2011)
- Railways of Nippon (2018)

## Belege
1. ↑  
Versionen von Railroad Tycoon in der Spieledatenbank BoardGameGeek; abgerufen am 9. April 2018.